# Blaesheim
Blaesheim (Bläsheim in tedesco, Blaase in alsaziano) è un comune francese di 1 292 abitanti situato nel dipartimento del Basso Reno nella regione del Grand Est.

## Società

### Evoluzione demografica
Abitanti censiti